# Grande Île (Bennecourt)
Pour les articles homonymes, voir Grande Île.
Grande Île est une île située sur la Seine appartenant à Bennecourt.

## Description
Il s'étend sur près de 2 km de longueur pour une largeur d'environ 340 m. Elle est traversée de part en part par la Chaussée de Coldstream et contient de nombreuses habitations et plusieurs entreprises. 

## Histoire

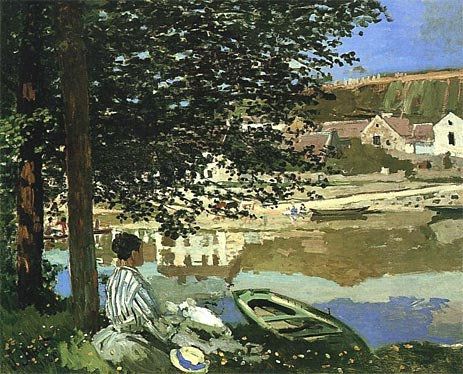
Au bord de l'eau à Bennecourt,
Claude Monet, 1868, Art Institue of Chicago.

Claude Monet s'y installa pour peindre certaines de ses toiles comme Bennecourt vu à travers les arbres.